# Symphoricarpos
Sinforina (Symphoricarpos) é um gênero botânico pertencente à família das Caprifoliaceae.
O gênero é composto por aproximadamente 50 espécies de arbustos com folhas decíduas. São nativos da América do Norte e América Central, e da região ocidental da China.
As folhas apresentam de 1,5 a 5 cm de comprimento, são arredondadas, com um ou dois lóbulos na base. As flores são pequenas, branco-esverdeadas a cor-de-rosa, formando rácimos pequenos de 5 a 15 cm na maioria das espécies. As folhas são conspícuas, de 1 a 2 cm de diâmetro, macias, de coloração branca (S. albus) a cor-de-rosa (S. microphyllus) até vermelha (S. orbiculatus) e uma espécie (S. sinensis) é purpura-escuro.
A Symphoricarpos albus é uma fonte importante de alimento no inverno para as codornas, faisões e tetrazes, porém é considerada tóxica para os humanos. As bagas contem alcalóides que ingeridas produzem sintomas suaves de vômito, vertigens e leve sedação em crianças.
A espécie mais comum, devido a beleza de suas frutas brancas, é popular como arbusto ornamental em jardins.

## Espécies
O gênero é composto por 53 espécies.
| - S. acutus - S. albus - S. alubs - S. austinae - S. chenaultii - S. ciliatus - S. conglomeratus - S. doorenbosii - S. elongatus - S. erythrocarpus - S. fragrans - S. glabratus - S. glancus - S. glaucescens - S. glaucus - S. glomeratus - S. guadalupensis - S. guatemalensis | - S. hesperius - S. heterophyllus - S. heyeri - S. imberbis - S. leucocarpa - S. leucocarpus - S. longiflorus - S. mexicanus - S. microphyllus - S. mollis - S. montanus - S. occidentalis - S. odoratus - S. orbiculatus - S. oreophilus - S. ovatus - S. palmeri - S. parishii | - S. parviflorus - S. parvifolius - S. pauciflorus - S. poluccensis - S. puniceus - S. racemosus - S. rivularis - S. rotundifolius - S. sinensis - S. spicatus - S. symphoricarpos - S. tetonensis - S. toluccensis - S. utahensis - S. vaccinioides - S. vulgaris - S. Hybriden |